# Rivière Châteauguay (vattendrag i Kanada, lat 56,65, long -69,13)
Rivière Châteauguay är ett vattendrag i Kanada.   Det ligger i provinsen Québec, i den östra delen av landet, 1 300 km norr om huvudstaden Ottawa.
Trakten runt Rivière Châteauguay är nära nog obefolkad, med mindre än två invånare per kvadratkilometer.